# Театр корифеев

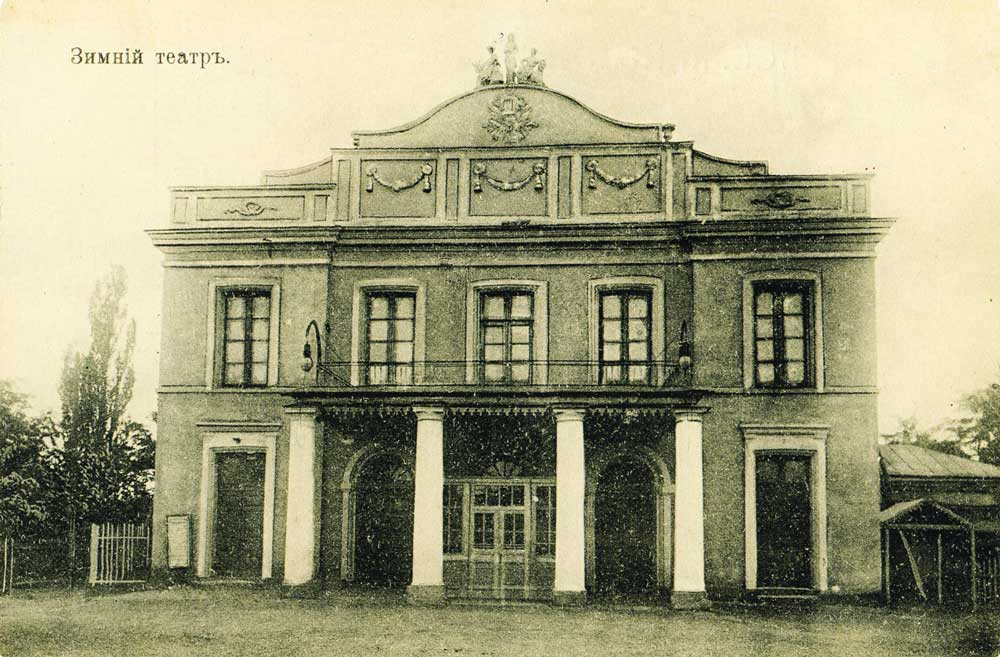
Елисаветградский театр, в котором 27 октября 1882 г. состоялось первое представление «Общества украинских артистов под управлением М. Л. Кропивницкого». Ныне Кировоградский украинский музыкально-драматический театр

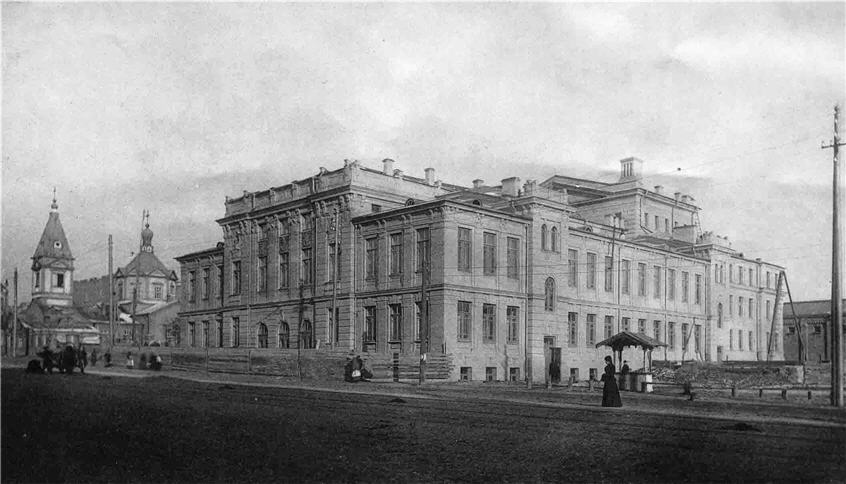
Троицкий народный дом, в котором с 1907 года действовал первый украинский стационарный театр. Ныне — Киевский театр оперетты

Театр корифеев — первый профессиональный украинский театр. Открыт в 1882 году в Елисаветграде, и в этот год украинский театр отделился от польского и русского. Основателем театра стал Марк Лукич Кропивницкий, владевший всеми театральными профессиями. После него театр возглавлял Николай Карпович Садовский, который боролся за украинское слово и украинский театр во времена их запрета.
С Театром корифеев также связаны имена Марии Заньковецкой, Панаса Саксаганского.
Стиль синкретического театра, который объединял драматическое и комедийное действо с музыкальными, вокальными сценами, включая хоровые и танцевальные ансамбли, поражал чисто народной свежестью и непохожестью ни на один существующий театр.

## Происхождение названия

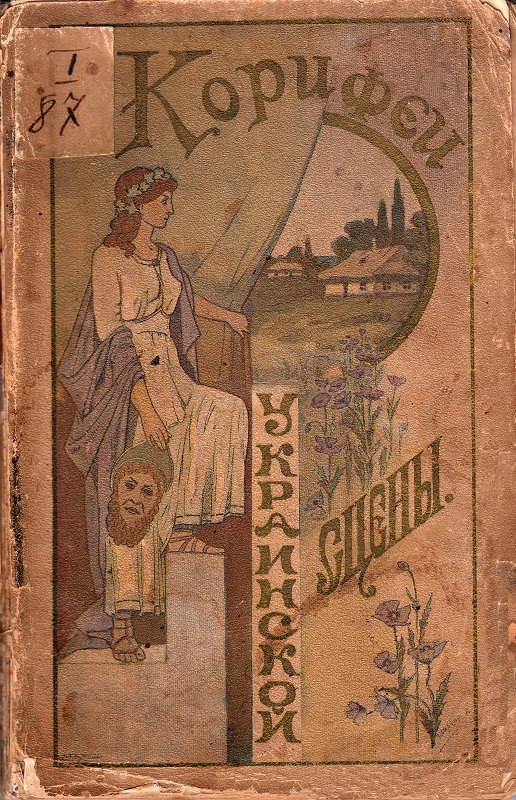
«Корифеи украинской сцены» (Киев, 1901)

В 1901 в Киеве вышла книга «Корифеи украинской сцены», которую через цензуру, написали анонимно ведущие украинские интеллектуалы. В ней Марка Кропивницкого, Михаила Старицкого, Ивана Тобилевича и других впервые назвали корифеями украинского театра. Этот поэтический термин стал неразрывным с театром.

## История
В 1881 году после долгих лет борьбы корифеев украинцы получили возможность ставить спектакли на украинском языке. При всех ограничениях и условностях (перед каждым украинским спектаклем должен был состояться русский) этот шаг министерства внутренних дел все-таки легализовал украинский театр.
В 1885 году единая до сих пор театральная труппа разделилась: Марк Кропивницкий со своими актерами отделился от Михаила Старицкого и его сторонников. Оба коллектива сразу же начали самостоятельную творческую жизнь.

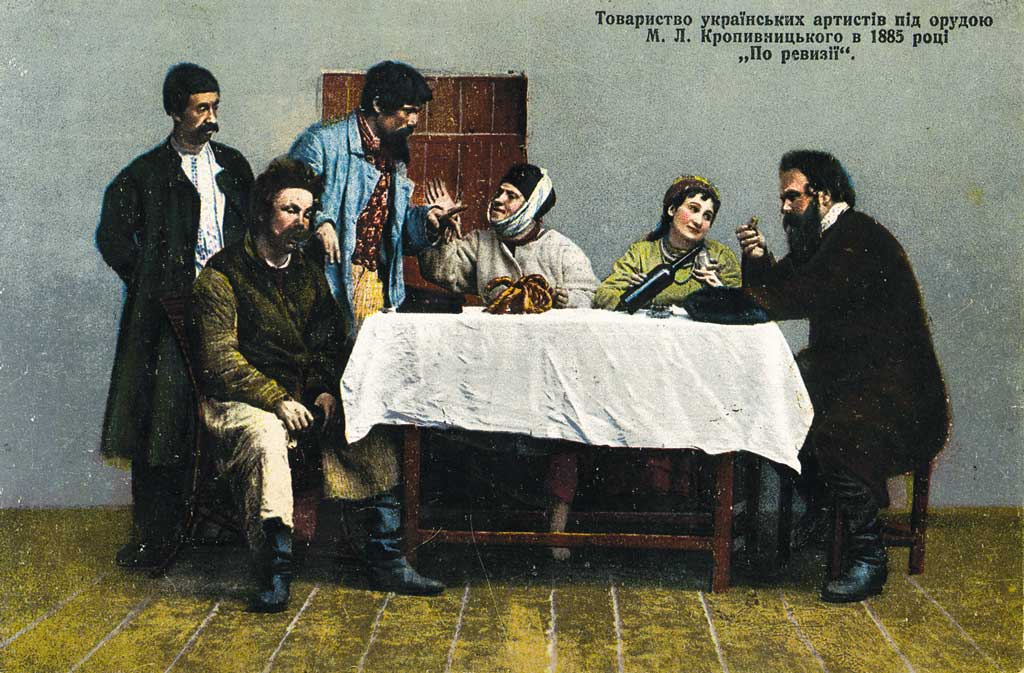
Спектакль «По ревизии» 1885 года

Везде, где украинские актеры давали представления, они имели неизменный успех.
1907 года Николаю Карповичу Садовскому удалось открыть в Киеве первый стационарный Украинский театр.
В репертуаре театра были такие спектакли, как «Запорожец за Дунаем», «Проданная невеста», «Галька», «Катерина», «Энеида» Котляревского. Смелой победой стала постановка на украинском языке «Ревизора» Гоголя.
Николай Садовский сделал свой стационарный театр по-настоящему народным не только в репертуаре, но и в доступности его посещения. Цены на билеты были значительно ниже, чем в других киевских театрах.
Театр Садовского просуществовал семь лет, до начала Первой мировой войны (1914 год), когда властями был закрыт не только театр, но и все украинские газеты, журналы, книжные магазины.

## Корифеи украинского театра

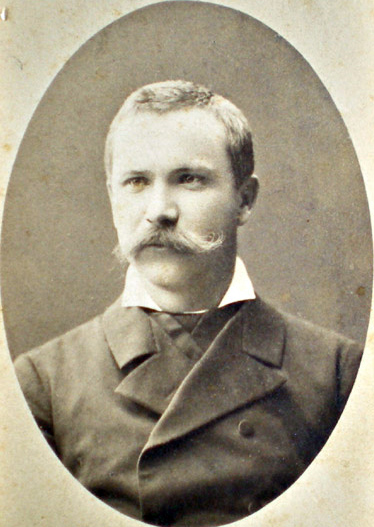
Иван Карпенко-Карый
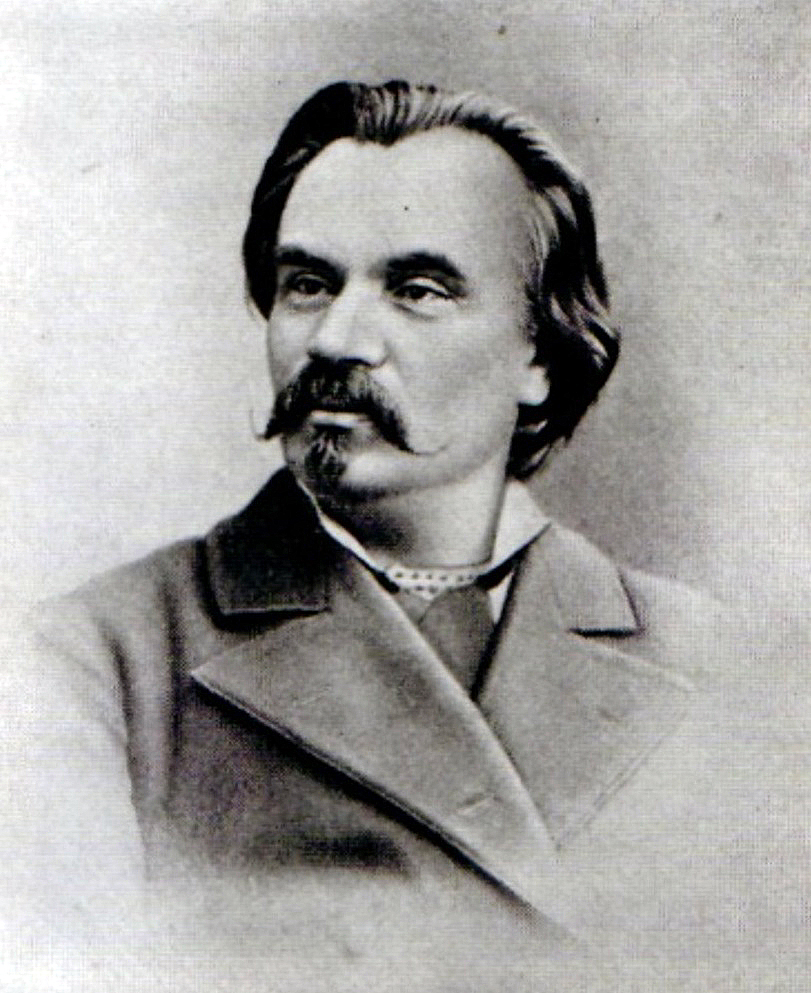
Михаил Старицкий

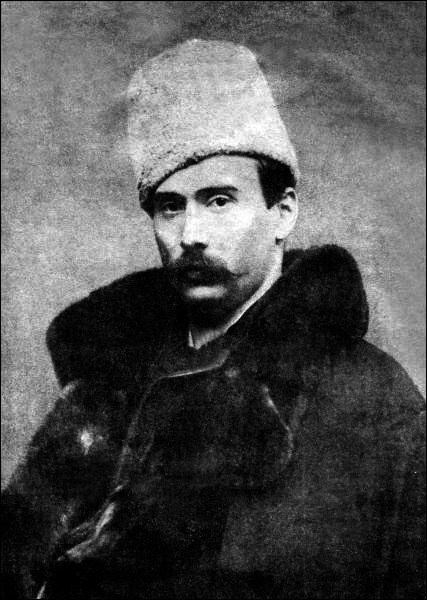
Николай Садовский
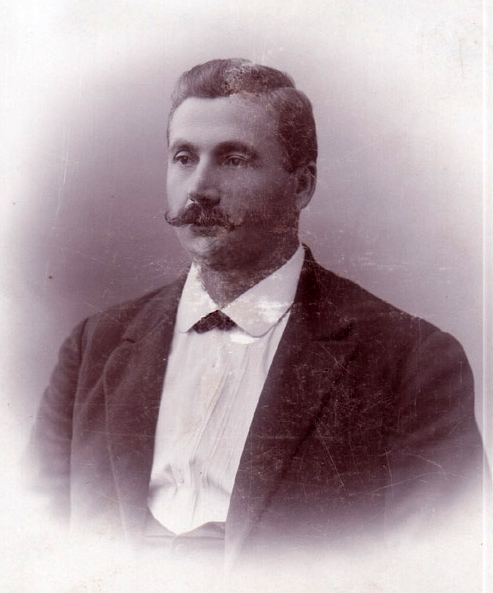
Панас Саксаганский
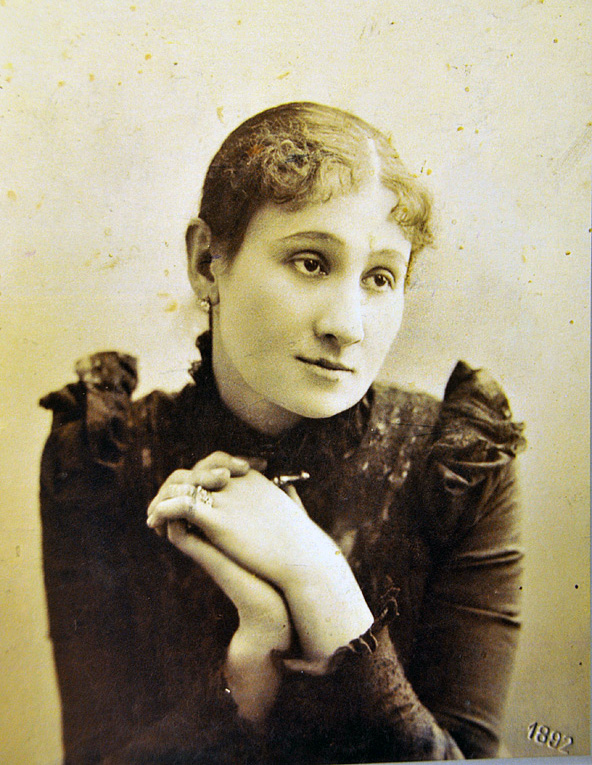
Мария Заньковецкая